# Německá sociálně demokratická strana dělnická v ČSR
Německá sociálně demokratická strana dělnická v ČSR (německy Deutsche sozialdemokratische Arbeiterpartei in der Tschechoslowakischen Republik (DSAP), tzv. německo-česká sociální demokracie) byla sociálnědemokratická strana československých Němců v období První republiky.

## Vznik strany

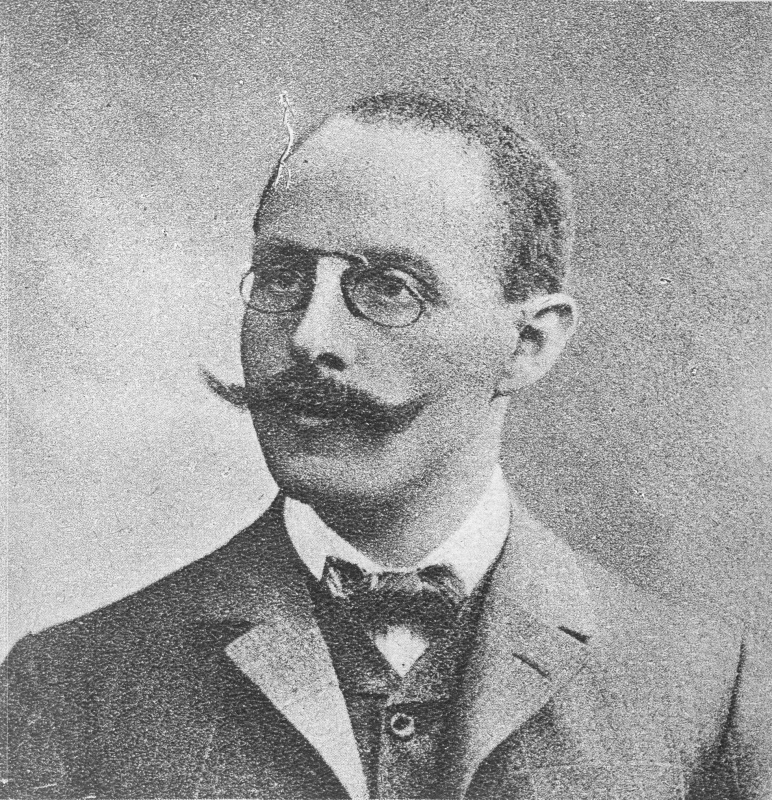
Josef Seliger

Německá sociálně demokratická strana v Československu oficiálně vznikla na přelomu srpna a září 1919 na zakládacím sjezdu v Teplicích z bývalých zemských svazů Čech, Moravy a Slezska rakouské sociálnědemokratické strany. V čele strany stanul Josef Seliger, jenž se již na podzim 1918 jakožto bývalý poslanec rakouské Říšské rady velmi angažoval při zakládání sudetoněmeckých provincií a při vyjednávání s československými představiteli. Programově strana navazovala na brněnský program z roku 1899 (požadavek národnostní autonomie) a hlásila se k austromarxismu (opuštění ideje třídního boje).
V dubnu 1920 získala strana ve volbách do poslanecké sněmovny i senátu přes 11 % hlasů, což z ní činilo nejsilnější německou stranu. Josef Seliger pak na jednom z úvodních jednání poslanecké sněmovny vystoupil s projevem, v němž se o poválečném uspořádání (a tedy i o vzniku Československa) vyjádřil jako o „dohodovém imperialismu“, zároveň však vyjádřil vůli německé sociální demokracie angažovat se na parlamentní půdě nového státu a bojovat zde za práva dělnictva a za právo na sebeurčení německého národa.

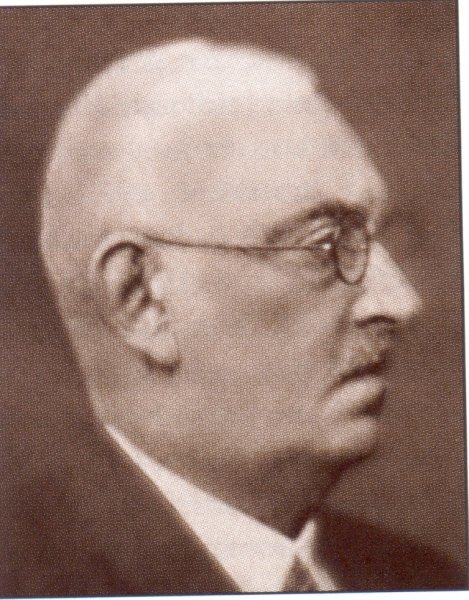
Ludwig Czech

Již v říjnu 1920 Josef Seliger zemřel. V čele strany jej nahradil Ludwig Czech, jenž v této funkci působil až do března 1938.

## Secese komunistů, sjednocovací pokusy s českou sociální demokracií
Stejně jako Česká sociální demokracie doplatila na rozkol ve straně. Komunistické křídlo opustilo stranu v lednu roku 1921, poté co prohrálo boj o vedení strany. Z tohoto proudu poté vznikla tzv. německá sekce KSČ, která se poté stala součástí sjednocené komunistické strany. Na to doplatila strana při druhých volbách roku 1925. Volební výsledek činil pouhých 6 % a 17 mandátů. Sama strana se pro nedostatek ochoty ke kompromisům na obou stranách sjednotit se svým českým protějškem do jednotné sociálnědemokratické strany nedokázala.
V období panské koalice se tedy dostaly všechny socialistické strany do opozice, což je přimělo k postupnému sbližování se. Ve dnech 28. a 29. října 1928 proběhl společný sjezd ČSDSD všech národností žijících na území ČSR. Tímto se strana zařadila mezi aktivistické strany a participovala na politice „Hradu“.

## Koaliční strana, pokles hlasů ve 30. letech
Po třetích volbách (1929), kdy strana obdržela zisk 7 % a 21 mandátů, obsadil Ludwig Czech křeslo ministra sociální péče. Strana stála v opozici vůči rostoucímu německému nacionalismu, ale pozice vládní strany a neschopnost získat od Čechů potřebné ústupky (rovnost obou jazyků, konec údajné diskriminace, pomoc těžce krizí zasaženým oblastem) jí ale přineslo naprostý pokles preferencí, když část jejího elektorátu přešla nakonec k volbě SdP, která těžila ze své opoziční pozice radikálního kritika systému. Při čtvrtých volbách (1935) klesla na 3,6 % a 11 mandátů. Přesto zůstala ve vládě, což jí dále škodilo. Strana pokračovala ve své činnosti až do jara roku 1938, kdy obhajovala existenci ČSR jako „poslední demokratické bašty“.

## Rok 1938 a názorové rozštěpení strany doma i v exilu
Pravicové křídlo strany, vedené Wenzelem Jakschem a navazující na Seligerův všeněmecký nacionalismus, se částečně přiblížilo pozicím levého křídla SdP. Byl to také Jaksch, kdo svrhl z vedení strany na jaře 1938 Ludwiga Czecha. Jakschovy pangermánské úvahy rovněž velmi těžce poškodily jednání mezi Jakschem a Benešem v britském exilu, kdy se Jaksch dlouho odmítal rozhodně a bezvýhradně postavit na půdu republiky a kalkuloval s možností, že by tzv. Sudety mohly zůstat v Německu nebo se v nějaké podobě jinak emancipovat od Československa. Tento postoj vedl mj. k utvrzení Beneše v radikálním řešení nacionální čistky.
Sám Ludwig Czech se do exilu včas nedostal a státuvěrná sociální demokracie tak byla silně oslabena. Czech zahynul roku 1942 v Terezíně. Poněkud marginalizováno v exilu zůstalo středové a levé křídlo, skupina okolo mladších poslanců Zinnera a Zischky, která naopak představovala autentickou sociální demokracii bezpodmínečně věrnou Československu a pokračující v Czechově politickém kurzu.
Pronásledování sociálních demokratů začalo bezprostředně po vstupu nacistických vojsk. Od října do prosince 1938 bylo zatčeno 20 000 členů Sociálnědemokratické strany; jen do koncentračního tábora Dachau bylo posláno 2 500 protinacistických sudetských Němců. Přibližně 30 000 lidí se podařilo uprchnout na Západ. Dne 22. února 1939 se vedení DSAP rozhodlo ukončit veškerou činnost v Československé republice a pokračovat v práci v zahraničí pod názvem Treuegemeinschaft sudetendeutscher Sozialdemokraten (Spolek loajálních sudetoněmeckých sociálních demokratů). Skupina začala vydávat měsíčník Sudeten-Freiheit z Osla.

## Poválečné skupiny dodneška
Uvedené rozdělení zůstalo i po válce, kdy se na jedné straně mezi odsunutými lidmi v Německu a exilem zůstalým v Británii organizovala Seliger-Gemeinde, podmínečně spolupracující se Sudetendeutsche Landsmannschaft (obě podporovány vládními a zemskými financemi), a na druhé straně ve skromných podmínkách fungující a marginalizovaný Zinnerův okruh, který politiku a existenci Sudetendeutsche Landsmannschaftu ostře odmítal a odmítá dodnes. Část bývalých členů strany zůstala v Československu, kde dodnes žije a kde žijí jejich potomci. Mezi nimi našla Zinnerova skupina mnoho sympatizantů. Část členů strany se po válce tváří v tvář velmi hostilní a extrémně šovinistické atmosféře v Československu (1945–1949) dobrovolně vystěhovala převážně do východní okupační zóny, resp. do pozdějšího Východního Německa.

## Volební výsledky

### Poslanecká sněmovna
| Volby | Hlasy   | Hlasy | Mandáty | Mandáty | Pozice | Postavení |
| Volby | Abs.    | %     | Abs.    | ±       | Pozice | Postavení |
| ----- | ------- | ----- | ------- | ------- | ------ | --------- |
| 1920  | 689,589 | 11.1  | 31/281  |         | 3.     | Opozice   |
| 1925  | 411,010 | 5.8   | 17/300  | ▼14     | ▼8.    | Opozice   |
| 1929  | 506,761 | 6.9   | 21/300  | ▲4      | ▲5.    | Vláda     |
| 1935  | 299,945 | 3.6   | 11/300  | ▼10     | ▼10.   | Vláda     |

### Senát
| Volby | Hlasy   | Hlasy | Mandáty | Mandáty | Pozice |
| Volby | Abs.    | %     | Abs.    | ±       | Pozice |
| ----- | ------- | ----- | ------- | ------- | ------ |
| 1920  | 593,344 | 11.4  | 16/150  |         | 3.     |
| 1925  | 363,310 | 6.0   | 9/150   | ▼7      | ▼8.    |
| 1929  | 446,840 | 6.9   | 11/150  | ▲2      | ▲6.    |
| 1935  | 271,097 | 3.7   | 6/150   | ▼5      | ▼10.   |

### Přehled získaných německých hlasůzdroj
| Město            | 1920 | 1925 | 1929 | 1935 |
| ---------------- | ---- | ---- | ---- | ---- |
| Pardubice        | 37 % | 19 % | 30 % | 22 % |
| Hradec Králové   | 43 % | 27 % | 34 % | 18 % |
| Mladá Boleslav   | 45 % | 15 % | 23 % | 7 %  |
| Česká Lípa       | 49 % | 31 % | 33 % | 16 % |
| Louny            | 56 % | 33 % | 47 % | 20 % |
| Karlovy Vary     | 51 % | 34 % | 40 % | 18 % |
| Plzeň            | 44 % | 31 % | 34 % | 16 % |
| České Budějovice | 50 % | 20 % | 27 % | 16 % |
| Jihlava          | 19 % | 14 % | 14 % | 8 %  |
| Brno             | 32 % | 25 % | 31 % | 22 % |
| Olomouc          | 37 % | 24 % | 27 % | 17 % |
| Ostrava          | 35 % | 18 % | 25 % | 14 % |